# Sara Griberg
Sara Griberg, född 18 april 1961 i Olofström, död 14 april 2024, var en svensk journalist och författare. Hon skrev för bland annat Allt om Historia, Historiskan och Populär Historia.